# Maria Hagemeyer
Maria Hagemeyer foi a primeira mulher a tornar-se juíza na Alemanha. Em 1924, foi nomeada assessora na Prússia, e em 1927 foi designada ao cargo de juíza de uma corte distrital de Bonn. Em 1928, foi promovida para uma posição vitalícia. No entanto, os nazistas demitiram todos os juízes em 1933.